# Árbol de Teneré

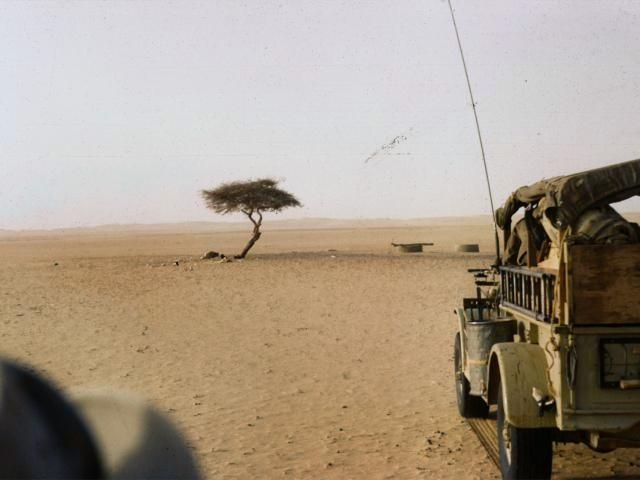
Vista del Árbol de Teneré, fotografiado en 1961.

El Árbol de Teneré era una solitaria acacia, quizás Acacia raddiana o Acacia tortilis, que fue considerada en su momento como el árbol más solitario y aislado de la Tierra, el único dentro de un área de 400 km a la redonda. Fue punto de referencia para las caravanas a través de la región de Teneré, en el Sahara, al noreste de Níger, y es bien sabido que fue el único árbol en mostrarse en un mapa a una escala de 1:4.000.000. Fue derribado en 1973 por el choque de un camión y sustituido por una escultura de metal.
Último sobreviviente de un grupo de árboles que crecieron cuando el desierto era menos seco de lo que es hoy, el árbol había permanecido aislado durante décadas. Durante el invierno de 1938 a 1939 se cavó un pozo cerca del árbol y se encontró que sus raíces alcanzaban un manto freático ubicado entre 33 y 36 metros de profundidad.
El comandante de las A.M.M (del Servicio Central de Asuntos Saharianos) Michele Lesourd vio el árbol el 21 de mayo de 1939:

Uno debe ver el árbol para creer en su existencia. ¿Cuál es su secreto?, ¿cómo pudo sobrevivir a pesar de las multitudes de camellos que pasaban a su lado?, ¿cómo ningún azahari permitió que algún camello comiera sus hojas y espinas?, ¿Por qué ningún tuareg que dirigía las caravanas de sal, cortó sus ramas para encender fogatas, y hacer su área? La única respuesta es que el árbol es tabú y es considerado como tal por los caravaneros.

Hay un tipo de superstición, una orden tribal, que es siempre respetada. Cada año los azahari se reúnen alrededor del árbol antes de afrontar el cruce del Teneré. La acacia se ha convertido en un faro viviente: es el último punto de referencia para los azahari que dejan Agadez para ir a Bilma o para regresar.

## La caída del árbol
El árbol fue golpeado por un camión conducido por un chófer libio supuestamente ebrio, en 1973. El 8 de noviembre de 1973 el árbol muerto fue trasladado al Museo Nacional de Níger en su capital, Niamey. Ha sido reemplazado en su sitio original por una simple estructura metálica representando a un árbol. 

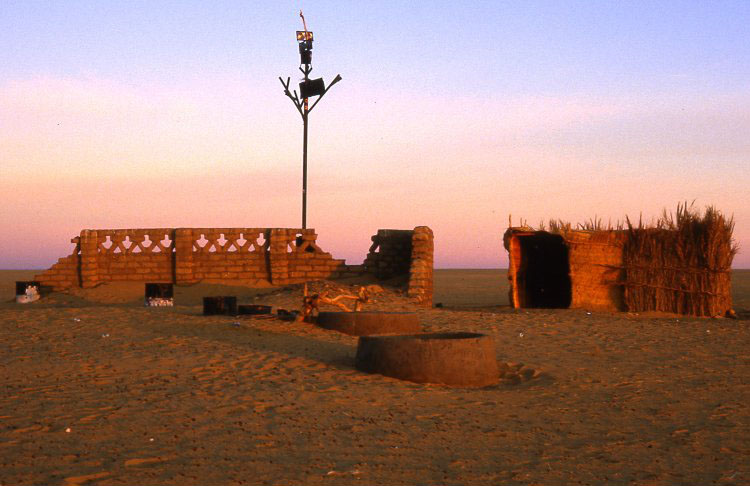
Monumento actual conmemorando el árbol de Ténéré.

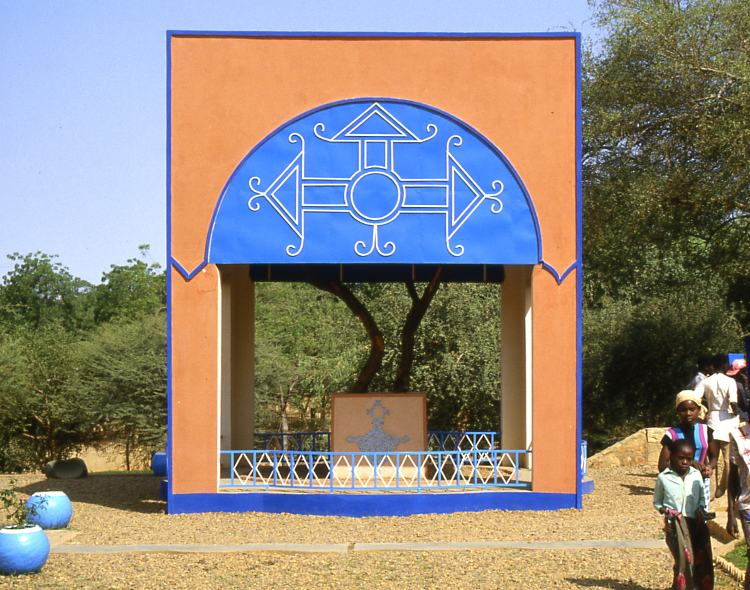
El museo de Niamey, donde se conserva el Árbol de Ténéré.

Éste no fue el primer encuentro del árbol con un camión. En su libro La epopeya de Ténéré, el explorador y etnólogo francés Henry Lhote describió sus dos viajes hacia el árbol de Ténéré. Su primera visita fue en 1934, en ocasión del primer enlace por carretera entre la ciudad argelina de Djanet y la nigerina Agadez. Describe al árbol como «una acacia con tronco degenerativo, enfermo o de aspecto débil. Por otra parte, el árbol tiene hojas verdes agradables, y algunas flores amarillas». Lo visitó nuevamente 25 años después, el 26 de noviembre de 1959, en la misión Berliet-Ténéré, pero encontró que había sido seriamente dañado después de que un vehículo colisionara con él:

Anteriormente, este árbol era verde y con flores; ahora es un árbol espinoso, sin color y desnudo. No puedo reconocerlo: tenía dos troncos distintos, ahora solo hay uno, más bien con un golpe en el lado que un corte a un metro del suelo. ¿Qué le sucedió a este pobre árbol?. Simple, un camión que se dirigía a Bilma lo golpeó... Pero tenía suficiente espacio para esquivarlo... El tabú, el árbol sagrado, el único a quien ningún nómada osó haber herido con sus propias manos... este árbol ha sido víctima de un golpe mecánico...